# 충렬서원 중수록
충렬서원 중수록은 대한민국 경기도 용인시 처인구 모현읍 능원리에 있는 책이다. 1990년 11월 22일 용인시의 향토문화재 제26호로 지정되었다.

## 참고 문헌
- 충렬서원 중수록[깨진 링크(과거 내용 찾기)] - 용인시의 문화관광 - 향토유적